# Ирина Бокова
Ирина Георгиева Бокова е български политик и дипломат.
Бокова е заместник-министър (1995), първи заместник-министър (1996) и и.д. министър на външните работи (1996 – 1997) в правителството на Жан Виденов, посланик във Франция и Монако, генерален директор (2009 – 2017) и постоянен представител в ЮНЕСКО.

## Биография
Родена е в София, България на 12 юли 1952 г. Бокова е дъщеря на Георги Боков (секретар на ЦК на БКП) и сестра на Филип Боков.
Завършва Гимназията с преподаване на английски език, София (1971) и „Международни отношения“ в МГИМО, Москва през 1976 г.

## Професионална кариера
- 1977 – 1982: стажант аташе и трети секретар в отдел „ООН и разоръжаване“ на МВнР[2]
- 1982 – 1984: трети секретар в Постоянното представителство на България в ООН, Ню Йорк[2]
- 1984 – 1990: втори и първи секретар в отдел „ООН и разоръжаване“ на МВнР[2]
- 2005: извънреден и пълномощен посланик на Република България във Франция и Монако
- 2005: постоянен представител на Република България в ЮНЕСКО
- 2009: генерален директор на ЮНЕСКО, преизбрана за втори мандат през 2013 г.

## Политическа кариера
- 1990: участва в Националната кръгла маса за преход на България към демокрация в качеството си на съучредител на Демократичния съюз на жените заедно с Нора Ананиева и Емилия Масларова[3]
- 1990 – 1991: народен представител в VII велико народно събрание. Подписва новата Конституция на Република България.
- 1995: заместник-министър на външните работи в правителството на Жан Виденов[2]
- 1995: секретар на правителствения Комитет по европейска интеграция в правителството на Жан Виденов
- 1996: кандидат за вицепрезидент в двойка с Иван Маразов, (БСП)[2]

| Резултати от президентските избори в България на 27 октомври/3 ноември 1996 година | Резултати от президентските избори в България на 27 октомври/3 ноември 1996 година | Резултати от президентските избори в България на 27 октомври/3 ноември 1996 година | Резултати от президентските избори в България на 27 октомври/3 ноември 1996 година | Резултати от президентските избори в България на 27 октомври/3 ноември 1996 година | Резултати от президентските избори в България на 27 октомври/3 ноември 1996 година | Резултати от президентските избори в България на 27 октомври/3 ноември 1996 година |
| --- | ---------------------------------------------------------------------------------- | ---------------------------------------------------------------------------------- | ---------------------------------------------------------------------------------- | ---------------------------------------------------------------------------------- | ---------------------------------------------------------------------------------- | ---------------------------------------------------------------------------------- |
| \| Кандидат-президент \| Кандидат-вицепрезидент \| Издигнати от \| Гласове I тур \| % I тур \| Гласове II тур \| % II тур \| \| ------------------------------- \| ---------------------- \| ---------------------------------------------------------------------------- \| ------------- \| --------- \| -------------- \| --------- \| \| Христо Бойчев \| Иван Кулеков \| Движение за защита на пенсионерите, безработните и социално слабите граждани \| 57 668 \| 1,34% \| \| \| \| Димитър Марковски \| Димитрина Вулджиева \| Свободна кооперативна партия \| 5 823 \| 0,14% \| \| \| \| Митко Димитров \| Игнат Игнатов \| Обединение за запазване на богатствата на България \| 7 793 \| 0,18% \| \| \| \| Илиян Николов \| Сергей Немцеров \| Българска национална екологична партия \| 4 920 \| 0,11% \| \| \| \| Иван Маразов \| Ирина Бокова \| Заедно за България \| 1 158 204 \| 27,01% \| 1 687 242 \| 40,27% \| \| Вера Илиева \| Искра Атанасова \| Българска комунистическа партия \| 34 004 \| 0,79% \| \| \| \| Славомир Цанков \| Добри Добрев \| Съюз на демократичните партии и движения Ера 3 \| 22 724 \| 0,53% \| \| \| \| Любомир Стефанов \| Паруш Караиванов \| Алтернативно социалистическо обединение (независими) \| 6 056 \| 0,14% \| \| \| \| Петър Стоянов \| Тодор Кавалджиев \| Обединени демократични сили \| 1 889 825 \| 44,07% \| 2 502 517 \| 59,73% \| \| Иван Стоянов \| Румяна Якимова \| Демократическа партия в България \| 14 659 \| 0,34% \| \| \| \| Александър Томов \| Людмил Маринчевски \| независими \| 135 571 \| 3,16% \| \| \| \| Жорж Ганчев \| Арлин Антонов \| Български бизнес блок \| 937 686 \| 21,87% \| \| \| \| Минчо Минчев \| Пенчо Пенчев \| Отечествена партия на труда \| 13 567 \| 0,32% \| \| \| \| Общо: \| Общо: \| Общо: \| 4 288 500 \| 4 288 500 \| 4 189 759 \| 4 189 759 \| \| на балотаж не достигнал балотаж \| \| \| \| \| \| \| |                                                                                    |                                                                                    |                                                                                    |                                                                                    |                                                                                    |                                                                                    |
| Кандидат-президент | Кандидат-вицепрезидент                                                             | Издигнати от                                                                       | Гласове I тур                                                                      | % I тур                                                                            | Гласове II тур                                                                     | % II тур                                                                           |
| Христо Бойчев | Иван Кулеков                                                                       | Движение за защита на пенсионерите, безработните и социално слабите граждани       | 57 668                                                                             | 1,34%                                                                              |                                                                                    |                                                                                    |
| Димитър Марковски | Димитрина Вулджиева                                                                | Свободна кооперативна партия                                                       | 5 823                                                                              | 0,14%                                                                              |                                                                                    |                                                                                    |
| Митко Димитров | Игнат Игнатов                                                                      | Обединение за запазване на богатствата на България                                 | 7 793                                                                              | 0,18%                                                                              |                                                                                    |                                                                                    |
| Илиян Николов | Сергей Немцеров                                                                    | Българска национална екологична партия                                             | 4 920                                                                              | 0,11%                                                                              |                                                                                    |                                                                                    |
| Иван Маразов | Ирина Бокова                                                                       | Заедно за България                                                                 | 1 158 204                                                                          | 27,01%                                                                             | 1 687 242                                                                          | 40,27%                                                                             |
| Вера Илиева | Искра Атанасова                                                                    | Българска комунистическа партия                                                    | 34 004                                                                             | 0,79%                                                                              |                                                                                    |                                                                                    |
| Славомир Цанков | Добри Добрев                                                                       | Съюз на демократичните партии и движения Ера 3                                     | 22 724                                                                             | 0,53%                                                                              |                                                                                    |                                                                                    |
| Любомир Стефанов | Паруш Караиванов                                                                   | Алтернативно социалистическо обединение (независими)                               | 6 056                                                                              | 0,14%                                                                              |                                                                                    |                                                                                    |
| Петър Стоянов | Тодор Кавалджиев                                                                   | Обединени демократични сили                                                        | 1 889 825                                                                          | 44,07%                                                                             | 2 502 517                                                                          | 59,73%                                                                             |
| Иван Стоянов | Румяна Якимова                                                                     | Демократическа партия в България                                                   | 14 659                                                                             | 0,34%                                                                              |                                                                                    |                                                                                    |
| Александър Томов | Людмил Маринчевски                                                                 | независими                                                                         | 135 571                                                                            | 3,16%                                                                              |                                                                                    |                                                                                    |
| Жорж Ганчев | Арлин Антонов                                                                      | Български бизнес блок                                                              | 937 686                                                                            | 21,87%                                                                             |                                                                                    |                                                                                    |
| Минчо Минчев | Пенчо Пенчев                                                                       | Отечествена партия на труда                                                        | 13 567                                                                             | 0,32%                                                                              |                                                                                    |                                                                                    |
| Общо: | Общо:                                                                              | Общо:                                                                              | 4 288 500                                                                          | 4 288 500                                                                          | 4 189 759                                                                          | 4 189 759                                                                          |
| на балотаж не достигнал балотаж |                                                                                    |                                                                                    |                                                                                    |                                                                                    |                                                                                    |                                                                                    |

- 1996: първи заместник-министър на външните работи в правителството на Жан Виденов
- 1996 – 1997: и.д.министър на външните работи в правителството на Жан Виденов
- 2001 – 2005: народен представител в XXXIX народно събрание от „Коалиция за България“:
  - Парламентарна група на „Коалиция за България“: член (05.07.2001 – 05.07.2001)
  - Парламентарна група на „Коалиция за България“: секретар на ПГ (05.07.2001 – 18.05.2005)
  - Комисия по европейска интеграция: член (20.07.2001 – 18.05.2005)
  - Комисия по външна политика, отбрана и сигурност: заместник-председател (20.07.2001 – 18.05.2005)
  - Делегация в Съвместния парламентарен комитет България – Европейски съюз: заместник-председател (03.08.2001 – 18.05.2005)

## Генерален директор на ЮНЕСКО
На 22 септември 2009 г. Ирина Бокова е номинирана за генерален директор на ЮНЕСКО от Изпълнителния съвет на организацията. Бокова получава 31 гласа в 58-членния Изпълнителен съвет на организацията при 5-ия, последен тур на гласуването.
Кандидатурата ѝ е утвърдена от Общото събрание на всички 193 страни-членки на ЮНЕСКО на 15 октомври 2009 г. Бокова бе утвърдена със 166 гласа „за“, 7 „против“ и 2 „въздържали се“. На 23 октомври 2009 г. Ирина Бокова полага клетва като генерален директор на ЮНЕСКО. Бокова заема поста на 15 ноември 2009 г.
На 24 септември 2012 г. президентът Росен Плевнелиев заявява на генералния секретар на ООН, че г-жа Бокова е предложена официално за втори мандат на поста си с решение на Министерския съвет от юли 2012 г.
В седмиците преди номинирането на Бокова от Изпълнителния съвет на ЮНЕСКО за втори мандат се появяват публикации, критикуващи я за начина, по който е управлявала организацията. Поводът е одит на Сметната палата на Франция на дейността на ЮНЕСКО. Френското издание на „Хъфингтън пост“, в-к „Монд дипломатик“ и икономическият всекидневник „Лез Еко“ коментират доклада с критичен тон. Според публикациите критиките са основно в липсата на реформи и несправяне с финансовите предизвикателства, породени от решението на САЩ да не плащат членския си внос в организацията (съставляващ 22 % от бюджета), както и със структурните и кадрови промени. От трите издания само в статията на Ан-Сесил Робер в „Монд дипломатик“ се дава думата и на представител на ЮНЕСКО, при това в последваща публикация. Авторите в „Хъфингтън пост“, които не са журналисти, са по-едностраничви: Мартин Дюмон твърди, че Бокова се е затворила „в кула от слонова кост“, а Джули Вицзек критикува кадровата политика на Бокова. В коментар под статията председателят на Международния институт за планиране на образованието (IIEP) към ЮНЕСКО Реймънд Уонър дава отговор на някои от твърденията  Архив на оригинала от 2015-09-24 в Wayback Machine.. Политоложката от Свободния университет в Брюксел Джулия Гриер също цитира в „Лез Еко“ одита, като твърди, че Бокова не е организирала контрол върху мерките за излизане от кризата, и посочва грешки в кадровата ѝ политика .
Коментарите в световните медии по повод повторното номиниране на Бокова за генерален директор дават косвен отговор на обвиненията, появили се в цитираните френски издания. Така например френското Министерство на външните работи казва „През първия си мандат Бокова водеше организацията в трудна финансова и политическа обстановка – с кураж и имайки предвид реформите, които ще трябва да бъдат реализирани през втория ѝ мандат“. Агенция „Асошиейтид прес“ изтъква, че Бокова е успяла да води ЮНЕСКО през „един от най-тежките ѝ периоди, дошли в резултат от загубата на 220 млн. щатски долара“, и уточнява, че „Вашингтон е спрял плащането на членския си внос след като генералната конференция е гласувала да приеме Палестина за държава-член преди две години“. Агенцията по-специално изтъква, че „независимо от недостига на средства Бокова е успяла да балансира бюджета на ЮНЕСКО, докато е провеждала инициативи като например подпомагане на грамотността сред момичетата в Афганистан“.
На 4 октомври 2013 г. Изпълнителният съвет на ЮНЕСКО номинира Бокова за втори мандат начело на организацията.

## Кандидат за генерален секретар на ООН
На 18 юни 2014 г. българските медии съобщават новината, че правителството издига кандидатурата на Ирина Бокова за генерален секретар на ООН.
Вестник „Капитал“ публикува статия, посветена на кандидатурата на Бокова, в която се казва :
| „ | Бокова убедително демонстрира дипломатически и управленчески умения в голяма международна организация – ЮНЕСКО, която оглавява вече втори мандат. Ползва се с добра репутация пред петимата постоянни членове на Съвета за сигурност. Владее перфектно английски, френски, испански и руски – четири от шестте официални езика на ООН (изискването е само за два). Има ясно виждане за мисията и дейността на организацията. В полза на Бокова играят също така географският принцип и фактът, че е жена. | “ |

На 9 януари 2015 г. премиерът Бойко Борисов обявява, че кабинетът подкрепя кандидатурата ѝ за генерален секретар.
На 9 февруари 2016 г. Министерството на външните работи публикува кратко съобщение, обявяващо, че кандидатурата ѝ е официално изпратена в ООН.

## Работа след ЮНЕСКО
През 2018 г. стана известно, че Бокова ще преподава в корейския университет Кюнг Хи.. Университетът я прави почетен доктор по изследвания на мира; също така тя става професор и почетен ректор на Humanitas College.
През 2020 г. тя е избрана за международен почетен член на Американската академия на изкуствата и науките в V клас, секция "Научно, културно и неправителствено лидерство.

## Награди и почетни звания
| Награда или почетно звание                                         | Дата             | Място                    |
| ------------------------------------------------------------------ | ---------------- | ------------------------ |
| Доктор хонорис кауза на Католически университет на свещеното сърце | 7 октомври 2010  | Милано, Италия           |
| Доктор хонорис кауза на Великотърновския университет               | 29 октомври 2010 | Велико Търново, България |
| Златен кръст на Санто Томас университет (Манила)                   | 25 март 2011     | Манила, Филипини         |
| Доктор хонорис кауза на Филипински нормален университет            | 26 март 2011     | Манила, Филипини         |
| Орден „Стара планина“ с лента                                      | 4 ноември 2013   | София, България          |
| Доктор хонорис кауза на УНСС                                       | 12 януари 2015   | София, България          |

## Семейство
Ирина Бокова има 2 брака. Първият брак е с Любомир Коларов, с когото имат дъщеря Ная и син Павел. Вторият брак е с Калин Митрев. Бокова запазва бащиното си фамилно име при браковете си.